# 140
140 (CXL na numeração romana) foi um ano bissexto do século II do Calendário Juliano, da Era de Cristo, as suas letras dominicais foram D e C (53 semanas), teve início a uma quinta-feira e fim numa sexta-feira.
| Ano completo                           |
| -------------------------------------- |
| Ano bissexto com início à quinta-feira |

## Eventos
- Eleito o Papa Pio I, 10º papa, que sucedeu o Papa Higino.
- Trégua precária entre o Império Romano e os Lusitanos. Viriato é reconhecido como amicus populi Romani.

## Mortes
- Papa Higino, 9º papa.